# Houghton-Teleskop
Das Houghton-Teleskop ist im Originalentwurf ein lichtstarkes Spiegellinsenteleskop kurzer Baulänge für die Astrofotografie, mit ausschließlich sphärischen Flächen, bei dem zwei, selten drei Korrekturlinsen mit etwa dem Durchmesser des Hauptspiegels vor diesem zentrisch im Strahlengang angeordnet sind. Das ebene Bild entsteht im Innern des Tubus, kurz vor den Korrekturlinsen und kann dort nur fotografisch mittels Fotoplatte oder CCD-Sensor genutzt werden. Durch die Verwendung von Spiegeln und Linsen ist es ein katadioptrisches Teleskop.
Der Teleskop- bzw. Objektivtyp wurde von James Houghton, der für Kodak arbeitete, am 7. März 1941 in Großbritannien zum Patent angemeldet. Im gleichen Jahr, am 30. August 1941, wurde von Robert Richter und Hermann Slevogt, beide angestellt bei Carl Zeiss, ein ähnliches System patentiert, weshalb es auch als Richter-Slevogt-Objektiv bezeichnet wird.
Der aus den Linsen bestehende Korrektor ist afokal, ähnelt im optischen Prinzip der Schmidt-Platte der rund zehn Jahre zuvor entwickelten Schmidt-Kamera und der etwa zur gleichen Zeit entwickelten Meniskuslinse des Maksutov-Teleskops. Es sind afokale Linsensysteme geringer Dicke und großer Krümmungsradien, bestehend aus einer Sammel- und einer Zerstreuungslinse und weisen daher nur eine geringe chromatische Aberration auf, aber sie bewirken Koma und sphärische Aberration, die die gleichen Abbildungsfehler des sphärischen Hauptspiegels kompensieren.
Im Gegensatz zu den beiden anderen genannten Varianten ergibt sich ein planes Bildfeld und die Linsen sind viel einfacher zu fertigen. Da sie aufgrund ihrer langbrennweitigen Anlage keine chromatische Aberration erzeugen, können sie aus der gleichen Glassorte hergestellt werden, wenngleich leicht unterschiedliche Glassorten die optischen Eigenschaften des Teleskops etwas verbessern. Ebenso kann die Form der Linsen variiert werden, es sind symmetrische konvexe und konkave oder plankonvexe und plankonkave Linsen mit jeweils den gleichen Radien möglich, wobei asymmetrische Linsen die optischen Eigenschaften wiederum geringfügig verbessern. Ein weiterer Vorteil des Korrektors ist insbesondere die einfachere Herstellbarkeit, was ihn für den Amateurbereich prädestiniert, falls man als Amateur die Möglichkeit hat, eine Antireflexvergütung auf die vier Linsenflächen aufbringen zu lassen. Die gute Korrektion von Abbildungsfehlern, ein planes Bildfeld und ein nahezu perfektes Spotdiagramm ergibt kompakte fotografische Teleskope hoher Lichtstärke mit großem Bildwinkel, typisch sind Werte von f/3 bis f/5 und 2° bei 200 mm Linsen- und Spiegeldurchmesser.

## Weiterentwicklung
Die Verwendung von Korrekturlinsen mit dem Durchmesser der Teleskop-Apertur macht die Anwendung für größere Teleskope nicht ökonomisch. Jedoch inspirierten die guten optischen Eigenschaften eine Reihe von weiteren Entwicklungen.

### Newton- und Cassegrain-Strahlengang
Bereits Richter und Slevogt zeigten in ihrer Patentschrift, dass diese Korrekturlinsen und sphärischer Hauptspiegel sich auch für die Strahlengänge von Newton-Teleskopen und ähnlich von Cassegrain-Teleskopen eignen. Die erste Anordnung wird gelegentlich bei Amateurteleskopen eingesetzt; die letzte, meist weiterentwickelt, in Spiegellinsenobjektive für photographische Zwecke. Beide Ausführungen haben bemerkenswerte optische Eigenschaften, da negative Auswirkungen der Positionsverschiebung des Korrektors entlang der optischen Achse durch Freiheitsgrade im Linsensystem ausgeglichen werden können.

### Baker-Nunn-Kamera
Die Baker-Nunn-Kamera greift den dreilinsigen Korrektor auf, den Houghton in seiner Patentschrift vorgeschlagen hatte, und führt diese asphärisch und mit speziellen Glassorten aus. Dadurch sind Bildfehler weiter reduziert und es ist ein Öffnungsverhältnis von 1:1 bei einem Bildwinkel von 30° und 50 cm Apertur möglich.

### Lurie-Houghton-Teleskop
Das Lurie-Houghton-Teleskop basiert auf dem Prinzip des mit zwei Korrektionslinsen versehenem Houghton-Teleskops, jedoch mit einem Strahlengang wie beim Newton-Teleskop. Die Position der Korrektionslinsen ist so gewählt, dass sie gleichzeitig als Spiegelhalterung für den Sekundärspiegel dienen können. Für eine vignettierungsarme Abbildung muss dessen Durchmesser etwa 30 bis 40 % des Hauptspiegeldurchmessers betragen, damit wird das Lurie-Houghton für visuelle Anwendung nur eingeschränkt verwendbar. Die Geometrie der Korrekturlinsen wurde von Robert J. Lurie für diese Position optimiert, wobei ein  parabolischer Hauptspiegel eingesetzt wurde. Häufig werden jedoch Teleskope mit sphärischem Hauptspiegel und zweilinsigen Korrektor – unzutreffend – auch so bezeichnet.